# SN 2006qo
SN 2006qo – supernowa typu Ia odkryta 29 listopada 2006 roku w galaktyce UGC 4133. W momencie odkrycia miała maksymalną jasność 18,90m.